# مملكة ثونبوري
مملكة ثون بوري (بالتايلاندية: ธนบุรี) هي مملكة سيامية نشأت في الفترة التالية لسقوط مملكة أيوثايا على يد الغزاة البورميين من سلالة كونباونغ. أسس هذه المملكة الملك تاكسين العظيم، الذي نقل العاصمة إلى ثونبوري. وبقيت مملكة ثونبوري من عام 1767 حتى عام 1782. وفي عام 1782، أسس الملك راما الأول مملكة راتاناكوسين ونقل العاصمة إلى بانكوك على الجانب الآخر من نهر تشاو فرايا، وبذلك أنتهت مملكة ثونبوري. وبقيت مدينة ثونبوري مدينة ومقاطعة مستقلة حتى دمجت مع بانكوك في عام 1971.

## إعادة تأسيس السلطة السيامية
في عام 1767، بعد السيطرة على جنوب شرق آسيا لما يقرب من 400 عام، دُمرت مملكة أيوثايا. واحترق القصر الملكي والمدينة بالكامل. احتل الجيش البورمي المنطقة وأعلن القادة المحليون أنفسهم أسيادًا بما في ذلك أمراء ساكوانغبوري، وفيماي، وتشانثابوري، وناخون سي ثامارات. كان تشاو تاك نبيلًا من أصل صيني وقائدًا عسكريًا متمكنًا، بدأ بجعل نفسه سيدًا عبر حق الاحتلال، بدءًا من كيس تشانثابوري الأسطوري. جمع تشاو تاك، المتمركز في تشانثابوري، القوات والمؤن، وأرسل أسطولًا عبر تشاو فرايا للاستيلاء على حصن ثونبوري. وفي نفس العام، تمكن تشاو تاك من استعادة أيوثايا من البورميين بعد سبعة أشهر فقط من سقوط المدينة.
بعد الاستقلال السيامي، أمر هسينبيوشين ملك بورما حاكم تافوي بغزو سيام. وصلت الجيوش البورمية عبر ساي يوك وفرضت حصارًا على معسكر بانغ كونغ - معسكر القوات الصينية التابعة لتاكسين - في مقاطعة ساموت سونغخرام الحديثة. ثم أرسل تاكسين على عجل أحد جنرالاته بونما لقيادة الأسطول إلى بانغ كونغ لفك الحصار. وطوقت الجيوش السيامية الحصار البورمي وهزمتهم.
كانت أيوثايا مركز السلطة السيامية لمئات السنين، مدمرة لدرجة أنه لا يمكن استخدامها كمركز حكومي. لذا أسس تاك مدينة ثونبوري سري ماهاساموت الجديدة على الضفة الغربية لنهر تشاو فرايا. استمر البناء لمدة عام تقريبًا وتوج تاك نفسه في أواخر عام 1768 باسم الملك سانفيت، لكنه كان معروفًا لدى الناس باسم الملك تاكسين - مزيج من لقبه واسمه الشخصي. توج تاكسين نفسه ملكًا على أيوثايا للدلالة على استمرار الأمجاد القديمة.